# Voss (virksomhed)
 For alternative betydninger, se Voss (flertydig). (Se også artikler, som begynder med Voss)
Ernst Voss Fabrik A/S, senere blot Voss og nu Voss-Electrolux, er en dansk metalvarefabrik og jernstøberi i Fredericia, der nu indgår nu som et varemærke under Electrolux, som overtog Voss i 1980.
Voss blev grundlagt 6. november 1878 af oberst Ernst von Voss. Virksomheden begyndte som et lille værksted med 2-3 mand og beskæftigede ved udgangen af 1949 440 personer. Den 6. januar 1897 omdannedes firmaet til et aktieselskab, og grundlæggerens ene søn, Ditlev von Voss (1858-1930), blev administrerende direktør, medens den anden søn, Gustav von Voss (1866-1929), virkede som teknisk leder af virksomheden. I årene omkring århundredskiftet oparbejdede de to brødre en betydelig eksport til de skandinaviske lande, Rusland, og selv så fjerne lande som Sydafrika og Mexico.
Udvidelser af fabrikken og forbedringer fandt løbende sted, specielt efter en stor brand i året 1931, og fabriken omfattede i året 1950 et areal på 16.994 m2. Fabrikken havde i København et prøvelager (Jernbanegade 4), hvortil var knyttet 18 funktionærer. Af fabrikkens arbejdere og funktionærer kunne i 1950 160 holde 25 års jubilæum for deres ansættelse på fabrikken. Fabrikken blev udvidet igen 1961.
Fabrikationsprogrammet omfattede elektriske belysningsartikler: lysekroner, pendler, ampler, lampetter, kiplamper etc; gasartikler: gasvaskekedler, gaskomfurer, ovne, apparater etc; husholdningsartikler i støbejern, aluminium og rustfrit stål: gryder med låg, kasseroller, pander etc, specielle kogekar til elektriske køkkener, sanitetsartikler i rustfrit stål, handelsstøbegods, kundestøbegods; bygningsartikler: dørgreb, rustfast stålstøbegods og forskellige specialvarer.
Bestyrelse bestod i 1950 af højesteretssagfører Albert V. Jørgensen (f. 1886), direktør H. Lunding Smith (f. 1878), direktør Henry P. Lading (f. 1881 og direktør Knud Hannover (f. 1901).
Siden 1938 var civilingeniør Henning Bjerre (f. 1911) adm. direktør.